# Veronika Rot
Veronika Rot (engl. Veronica Roth) je američka autorka koja je stekla popularnost po objavljivanju svog prvog distopijskog romana, prvog dela trilogije Divergent. Dobitnica je Goodreads 2011 Choice Awards.
Filmska prava za njen prvi roman Divergent su prodata u aprilu 2012, kompaniji Summit Entertainment. Za sada je objavljeno nekoliko imena koja će poneti glavne uloge u filmu: Šejlin Vudli će igrati Beatris Prajor, Kejt Vinslet će predstaviti Džanin Metjus, Teo Džejms je dugoočekivani izbor za jednog od glavnih junaka zvanog Četiri i Zoi Krevic će biti Kristina. Film će se u bioskopima naći 2014. godine. 

## Biografija
Veronika je rođena u predgrađu Čikaga zvanom Barington (Ilinois), a diplomirala je na Nortvestern univerzitetu na temu kreativnog pisanja. Za fotografa Nelsona Fiča udala se 2011.

## Bibliografija
- Divergent (Drugačiji) (2011), Njujork Tajms lista najprodavanijih autora
- Pobunjenici (2012), Njujork Tajms lista najprodavanijih autora
- Sledbenici (2012)

Treći roman u trilogiji će biti nazvan Sledbenici (Allegiant), a planirano je da bude objavljen na jesen 2013.

## Izdavač u Srbiji
Izdavač trilogije Divergent za srpsko tržište je izdavačka kuća Urban Reads.

## Spoljašnje veze
- Zvanična stranica